# Culture latiale
 (janvier 2015).
Si vous disposez d'ouvrages ou d'articles de référence ou si vous connaissez des sites web de qualité traitant du thème abordé ici, merci de compléter l'article en donnant les références utiles à sa vérifiabilité et en les liant à la section « Notes et références ».
La culture latiale est une culture archéologique qui se développa à la fin de l'Âge du bronze et pendant l'Âge du fer sur le Latium, en Italie. Elle est associée à l'ethnogenèse du peuple proto-latin. Elle a succédé à la culture protovillanovienne de l'Âge du bronze, et on considère qu'elle s'achève avec l'apparition dans l'histoire d'un État appelé Latium vetus, habité par un peuple de langue latine archaïque. La culture latiale coïncide plus ou moins avec la période légendaire des rois latins d'Albe la Longue et les débuts de la monarchie de Rome. 

## Extension géographique
La culture latiale s'est développée dans la région de Rome, des monts Albains et des monts de la Tolfa.

## Chronologie
| Période                 | Dates av. J-C | Autres noms                             | Phase            |
| ----------------------- | ------------- | --------------------------------------- | ---------------- |
| CL I (culture latiale), | 1000 - 900    | Protovillanovienne, Âge du bronze final | Pré-urbain       |
| CL IIA                  | 900 - 830     | Âge du fer précoce                      | Pré-urbain       |
| CL IIB                  | 830 - 770     | Âge du fer précoce                      | Proto-urbain     |
| CL III                  | 770 - 730     | Âge du fer précoce                      | Proto-urbain     |
| CL IVA                  | 730 - 630     | Orientalisante précoce et moyenne       | Proto-urbain     |
| CL IVB                  | 630 - 580     | Orientalisante tardive                  | Urbain archaïque |

## Sépultures
Les vestiges archéologiques sont principalement constitués des restes de sépultures trouvés dans les nécropoles (cimetières). La culture latiale se reconnait par ses urnes-cabanes de crémation, unies et au toit conique, qui étaient enterrées dans un profond puits. L'urne-cabane est une hutte de forme ronde ou carrée avec un toit pointu et une porte d'accès. Les urnes étaient placées dans un dolium (grande jarre) avec d'autres vaisselles utilisées pour des offrandes. 
La crémation n'était pas un rite exclusif ; elle cohabitait avec l'inhumation, selon une fréquence décroissante au fil du temps.

## Habitat
Les urnes-cabanes de crémation correspondent aux huttes d'habitation dans lesquelles vivaient les individus. Ceux-ci ont aussi utilisé la pierre pour bâtir des temples et autres bâtiments publics.
On constate que la population a généralement abandonné à cette époque les sites de plaine en faveur de sites en hauteur plus facilement défendables, qui correspondent à la localisation des futures cités, d'où le terme pré-urbain. Ces mouvements de population indiquent une probable hausse de l'insécurité à cette époque.

## Artéfacts
La culture latiale se caractérise aussi par un assemblage d'artéfacts distincts. La poterie n'est pas décorée.